# マテウス・ナシメント・ジ・パウラ
マテウス・ナシメント（Matheus Nascimento）ことマテウス・ナシメント・ジ・パウラ（ポルトガル語: Matheus Nascimento de Paula、2004年3月3日 - ）は、ブラジル・リオデジャネイロ出身のサッカー選手。ロサンゼルス・ギャラクシー所属。ポジションはFW。
ガーディアンのネクスト・ジェネレーション2021に選出された。

## クラブ歴
11歳の時に学校と提携していたボタフォゴFRの下部組織に加入、下部組織では累計で150得点以上を記録し、期待の若手としての地位を確立した。
2020年の全国選手権の時期にはトップチームに帯同し、6月12日に2023年までのプロ契約を締結、9月6日のカンピオナート・ブラジレイロ・セリエAでマテウス・バビに代わって途中出場しプロ初出場、当時16歳6ヶ月3日でクラブ史上最年少記録となった。2021年1月20日には依然16歳ながらもアレクサンデル・レカロスに新型コロナウイルス感染症の陽性反応が出たのもあり自身初のスターティングメンバーに選出された。なおクラブは2020シーズンを以てカンピオナート・ブラジレイロ・セリエBへと降格した。
2025年2月20日、ロサンゼルス・ギャラクシーに買取オプション付きのレンタルで移籍した。

## 代表歴
2019年にU-15代表として初出場を果たした。